# Ute Geweniger
Ute Geweniger   () és una nedadora alemanya, ja retirada, especialista en braça, que va competir sota bandera de la República Democràtica Alemanya durant les dècades de 1970 i 1980.
El 1980 va prendre part en els Jocs Olímpics d'Estiu de Moscou on va prendre part en tres proves del programa de natació. En les proves dels 100 metres braça i els 4x100 metres estils va guanyar la medalla d'or, mentre en els 200 metres braça fou sisena.
En el seu palmarès també destaquen quatre medalles en el Campionat del Món de natació de 1982, dues d'or i dues de plata, així com deu medalles al Campionat d'Europa, cinc d'or i una de plata el 1981 i quatre d'or el 1983.
Va establir set rècords mundials individuals i dos de relleus. El 1983 va ser nomenada Nedadora Mundial de l'Any per la revista Swimming World Magazine i Nedadora Europea de l'Any el 1981 i el 1983. Durant molts anys va estar sota sospita d'haver participat del programa de dopatge sistemàtic dirigit per l'Alemanya de l'Est, cosa que es va confirmar el 2005, quan va admetre que el seu rendiment havia estat afavorit pel dopatge. Per aquest motiu fou desposseïda com a Nedadora Mundial de 1983.